# قائمة مدن تنزانيا

## أ
- أروشا
- إيرينغا
- ايسوكو
- إيرينغا
- اولديني
- أوبينبالي
- اوغيسف
- أوجيجي
- نهر أوسا (تنزانيا)
- أوفينزا
- أوغوينو

## ب
- باباتي
- بانغاني
- باجامويو
- بيهارامولو
- بوكوبا
- باريادي

## ت
- تشاك تشاك
- تشونيا
- تابورا
- تنجا
- تاريم
- توكويو
- توندورو
- توتوب

## د
- دار السلام
- دودوما

## غ
- غيتا

## ه
- هانديني

## ك
- كاهاما
- كاسنغا
- كاسولو
- كيباها
- كيبوندو
- كيديكا
- كيغوما
- كيايندزني
- كياوسا
- كيلوا كيفينجي
- كيلوا ماسوكو
- كيبيلي
- كيتودي
- كيتوندا
- كواني
- كوندوا
- كونغوا
- كوروجوي
- كياكا

## ل
- ليندي
- ليوالي
- لوليوندو (قرية)

## م
- ماهينجي
- ماهوندا
- ماساسي
- ماكومباكو
- مانيوني
- خليج مبامبا
- مبيا
- إمبوجو
- ماتشينجا
- ميكينداني
- موهورو
- موروجورو
- موشي
- مباندا
- متوارا
- موسوما
- موانزا
- موايا
- مكوكوتوني

## ن
- ناتشينغوي
- نامانييري
- نغارا
- نجومبي
- نيونجا

## ر
- رانجوا

## س
- سيم
- سينجيدا
- سونجيا
- سومباوانغا
- سيرونيرا

## ش
- شينيانغا
- شيغاتيني

## ي
- يتي (تنزانيا)

## ز
- زنجبار